# Hospital São João de Deus
O Hospital São João de Deus é uma edificação localizada em Cachoeira, município do estado brasileiro da Bahia. Dá nome ao conjunto arquitetônico que inclui o prédio do hospital, uma grande igreja de estilo barroco do início do século XVIII em frente à Praça Dr. Aristides Milton, um jardim localizado nas traseiras da capela, e um conjunto de casas construídas pela Santa Casa da Misericórdia ao longo Rua Durval Chagas.
Frei Antônio Machado da Igreja de Belém da Cachoeira fundou o Hospital de Caridade de Cachoeira em 1729 próximo ao centro da cidade. Foi doado à Ordem de São João de Deus de Lisboa em 1754, tendo passado para a Santa Casa da Misericórdia em 1826. Teve sua capela tombada pelo Instituto do Patrimônio Histórico e Artístico Nacional (IPHAN) em 1943, através do processo de número 248. E seu jardim anexo foi tombado em 1940, através do processo de número 202.

## História
O antigo Hospital da Caridade de Cachoeira foi criado pelo frei Antônio Machado de Nossa Senhora de Belém, em 1729. A ordem de S. João de Deus, de Lisboa, recebe-o por doação em 1754, passando à Santa Casa da Misericórdia, em 1826. O atual hospital é da segunda metade do século XIX, mas segue o plano conventual adotado durante a colônia pelas Santa Casas, embora sua fachada seja neoclássica. Em 1912, o quintal da igreja é transformado em jardim. A capela foi tombada pelo IPHAN em 1943, recebendo tombo de belas artes (Inscrição 285/1943), e o jardim foi tombado em 1940, recebendo tombo arqueológico, etnográfico e paisagístico (Inscrição 09/1940).
É um dos primeiros hospitais do Brasil, criado com o consentimento de Dom José I, rei de Portugal. Foi erguido com os esforços de um senhor de Engenho da localidade, Antônio Machado Velho, que posteriormente se tornaria frei. Registros históricos desta época estão preservados nos Anais da Biblioteca Nacional do Rio de Janeiro. Durante a eclosão da epidemia de cólera-morbo em Cachoeira, o Hospital São João de Deus teve que ser fechado para ser desinfetado. Camas, mesas, roupas, livros foram queimados e a entidade sofreu um grande impacto financeiro. Foram demitidos o capelão e o médico, estando o hospital sem médico, contando apenas com a ajuda voluntária do Dr. Noberto Francisco de Assis.

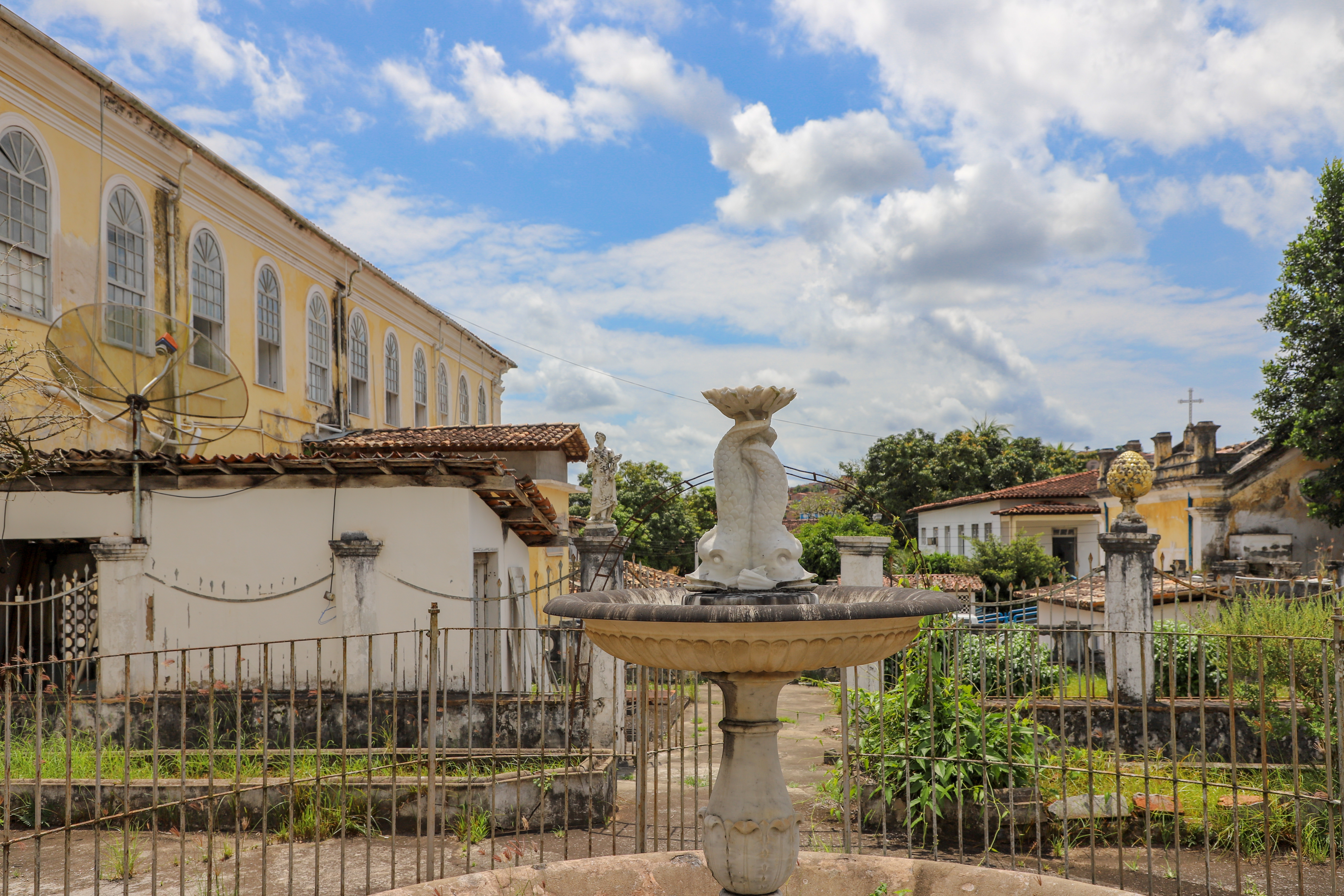
Os fundos vistos do jardim.

No ano de 1939, o jardim passou pelo processo de tombamento histórico junto ao Instituto do Patrimônio Histórico e Artístico Nacional (IPHAN), órgão do Governo Federal brasileiro responsável por garantir a preservação da memória nacional.

## Arquitetura
O hospital desenvolve-se em torno de um pátio, ocupando a capela um dos seus lados. Esta possui nave e um só corredor lateral, sacristia transversal superposta por sala da mesa e tribunas na nave e capela-mor e coro (um segundo coro não chegou a ser concluído). Na sua fachada, notam-se duas filas de janelas de coro superpostas e uma única torre. O jardim, por sua vez, é tipo francês, ainda que tardio, apresenta canteiros de desenho geométrico e gradil com colunas coroadas por vasos, pinhas, cachorros e leões de louça. O centro do jardim é marcado por uma fonte de mármore com três golfinhos.

### Jardim
O Jardim do Hospital São João de Deus é um jardim abandonado e está localizado nas traseiras da capela. O jardim foi tombado como estrutura histórica pelo Instituto do Patrimônio Histórico e Artístico Nacional (IPHAN) em 1938; cinco dos objetos de cerâmica que coroam as colunas do jardim foram listados separadamente no mesmo ano.
Igreja do Hospital e Capela do Hospital São João de Deus (Capela do Hospital São João de Deus), estrutura barroca de grande envergadura do início do século XVIII, possuía adro nas traseiras. Esse adro foi convertido em um jardim de estilo francês em 1912. O Jardim do Hospital São João de Deus foi projetado no estilo francês do início do século XX. Possui camadas de desenho geométrico com fonte de mármore ao centro; ele apresenta três golfinhos entrelaçados em seu centro. O jardim é cercado por grandes colunas coroadas por objetos de cerâmica em forma de vasos, cachorros e pinhas.
Cinco dos objetos de cerâmica foram importados da fábrica de Santo António do Vale da Piedade em Vila Nova de Gaia, Portugal. As esculturas em mármore da fonte são provavelmente de Lisboa, mas nenhuma documentação atesta a sua origem.
O jardim foi abandonado no século XX e encontra-se em avançado estado de degradação. Sua mobília foi roubada ou perdida. Vestígios dos canteiros do jardim, da fonte e das colunas permanecem. Os elementos decorativos de cerâmica permanecem, mas estão em um estado ruim de conservação.